# Acomys russatus
Acomys russatus là một loài động vật có vú trong họ Chuột, bộ Gặm nhấm. Loài này được Wagner mô tả năm 1840.

## Hình ảnh

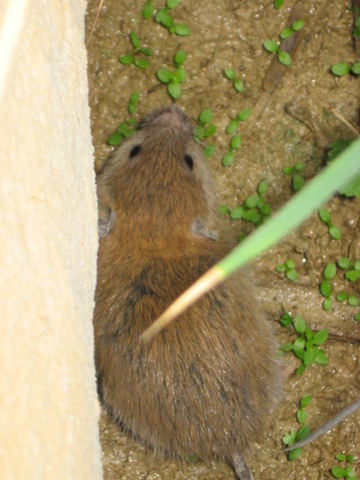
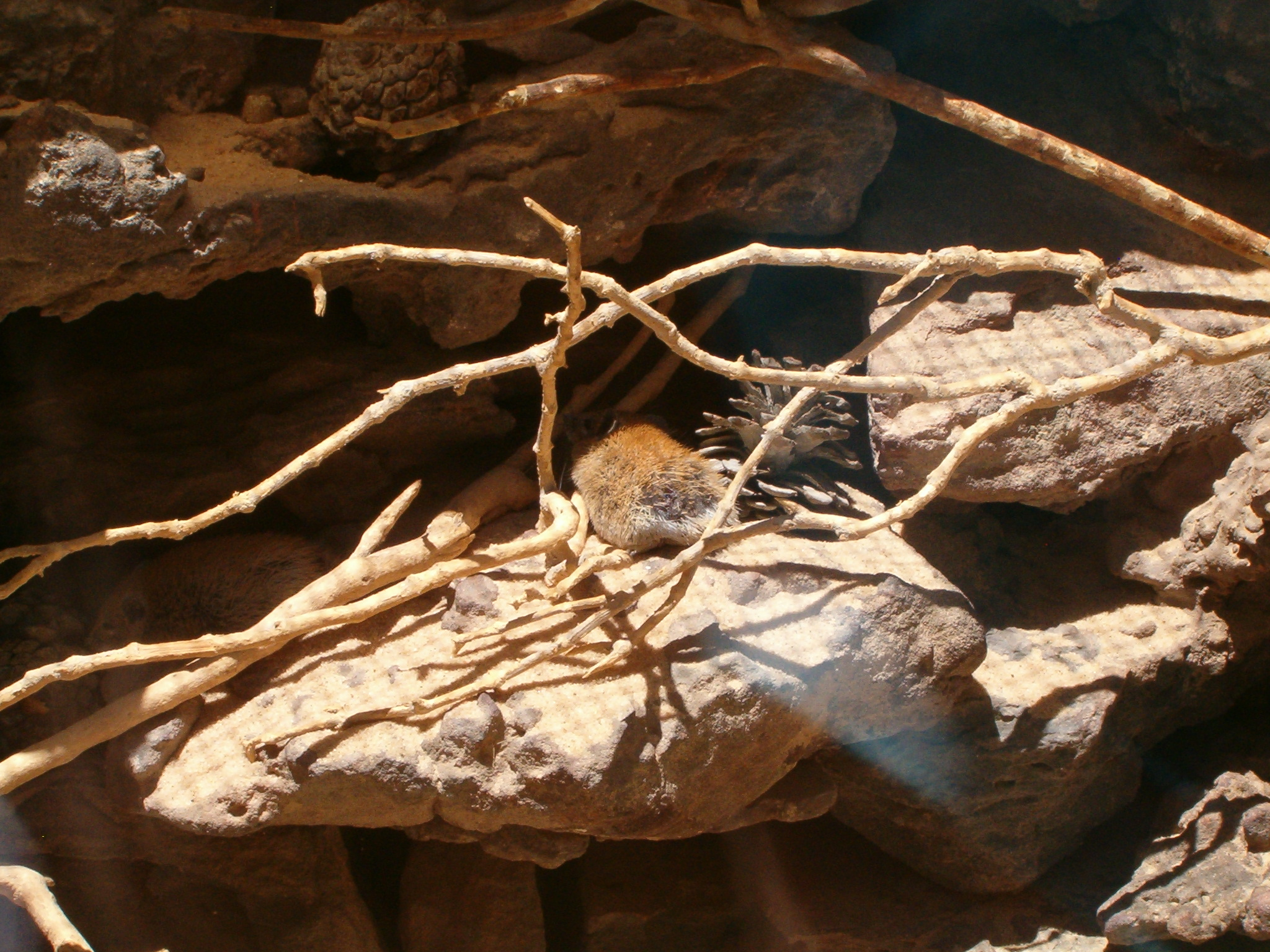
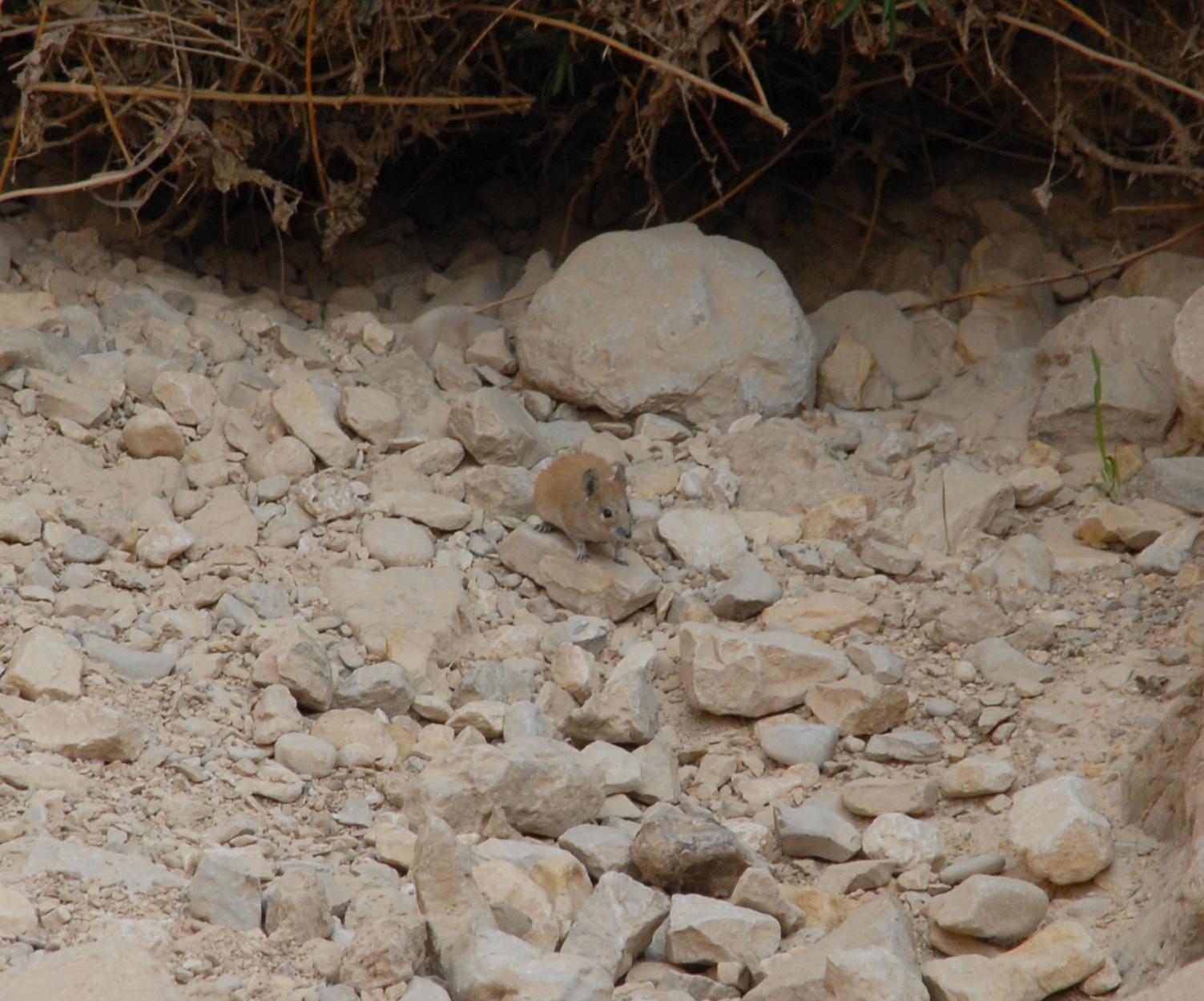